# Новалукомљ
Новалукомљ или Новолукомљ (блр. Новалукомль; рус. Новолукомль) град је у Белорусији, у јужном делу Витепске области. Административно припада Чашничком рејону.
Према процени из 2017. у граду је живело 13.072 становника.

## Географија
Град Новалукомљ се налази на југоисточној обали Лукомског језера, јужно од места на којем из језера истиче река Лукомка. Налази се на око 23 км јужно од административног центра рејона, града Чашникија.
Северно од града налази се једна од највећих термоелектрана у Белорусији, Лукомска ТЕ.

## Историја
Новалукомљ је један од најмлађих градова у Белорусији, а службено је основан 1964. године као радничко насеље Пионерниј. Настанак насеља везан је за градњу Лукомске ТЕ, и у њему су прво живели радници који су градили електрану, а потом и радници који су радили у том електроенергетском објекту.
Због великог привредног значаја насеље је већ свега годину дана по оснивању административно уређено као варошица (рус. городской посёлок), а административни статус града има од 31. јула 1970. године.

## Становништво
Према процени, у граду је 2017. живело 13.072 становника.
| 1979.  | 1989.  | 1999.  | 2009.  | 2014.  | 2017.  |
| ------ | ------ | ------ | ------ | ------ | ------ |
| 11.466 | 13.763 | 13.763 | 13.945 | 13.088 | 13.072 |

Према проценама националне статистичке службе Белорусије.